# Krupec István
Krupec István, névváltozat: Krupecz (Felsőrakonca, Hont vármegye, 1858. január 27. – Hontudvarnok, 1926. június 3.) evangélikus lelkész.

## Életútja
A gimnáziumot 1875-ben Selmecbányán, a teológiát 1878-ban Pozsonyban végezte. Azután a budapesti, hallei (1879. május 3. – augusztus 15.), berlini és párizsi egyetemeken öt félévig teológiát és bölcseletet hallgatott. Hazájába visszatérve, 1880-ban hontudvarnoki segédlelkész, 1885-ben teológiai akadémiai magántanár lett Pozsonyban. 1895 őszén a Hontudvarnoki szlovák egyház megválasztotta lelkészének. 1901-ben a nagyhonti egyházmegye 1901-ben alesperesnek nevezte ki. Neje draskóczi Draskóczy Ilgo Ilona volt, akivel 21 évig éltek házasságban (elhunyt 1906. április 25-én).
Egyháztörténeti cikkei az egyházi lapokban és folyóiratokban jelentek meg; a Honban (1879. 171. sz. Hallei magyar élet).

## Munkái
1. Adatok az ev. superintendensek egyházlátogatásainak történetéhez, különös tekintettel a párbérre. Pozsony, 1886.
2. A tudományos, különösen az egyháztörténeti seminariumokról. Történet-neveléstani értekezés. Budapest, 1887. (Különnyomat a Prot. Egyh. és Iskolai Lapból).
3. A középkori egyházszerkezet. Egyháztörténeti tanulmány. Selmeczbánya, 1890.
4. Masnicius Tóbiás fogsága és kiszabadulása. Uo. 1892.
5. Az illavai hitvalló. Pozsony, 1894. (Előbbinek népies kiadása. Francia, német és tót fordítása kéziratban).
6. Hallei emlékcsokrok. A hallei egyetem 200 éves fennállásának jubilaeuma alkalmára. Budapest, 1894.
7. Kedélyes magyar élet Halleban. Sárospatak, 1894.
8. Adalékok a Luther-káté magyarhoni irodalmának történetéhez. Bpest, 1895. (Különnyomat a Prot. Szemléből).
9. Die Gefangenschaft des ung. evang. Bekenners Tobias Masnicius. Pressburg, 1897.
10. Emlékbeszéd Sembery Imre egyházmegyei felügyelő felett. Selmeczbánya, 1898.
11. Válasszunk alpüspököket avagy missziói szuperintendenseket. Orosháza, 1900.
12. Egy ev. papjelölt búcsúzása Magyarországtól s élményei a külföldön 40 év előtt. Ipolyság, 1918.